# 浮華宴
《浮華宴》 ，是一部2015年賀歲喜劇電影，由黃百鳴、邱禮濤执导，改編自英國戲劇《玻璃偵探》。於2015年2月19日新年檔期全国上映。
電影講述古天樂所飾演的偵探在調查一起年輕女孩自殺案的過程中，與涉案的豪門家族成員之間的鬥智搞笑故事。

## 劇情
社會上甚有地位的裘家老爺裘明（曾志偉飾）及太太裘李安心（毛舜筠飾）為求自己女兒裘蔓莉（吳千語飾）可以嫁給青年才俊（張翰飾），於是臨時找來大批貴重裝飾來辦定婚宴會，更要求平日頽廢的大少（林家棟飾）予以配合。可是在宴會開始前，賈探員（古天樂飾）卻突然到訪，調查一宗少女張小娟（周秀娜飾）一屍兩命的自殺案件，劃破了裘家歡樂的氣氛。裘家上下均表示從不認識張小娟，豈料賈探員竟憑著死者的一本日記和一幀照片，將裘家眾人的華麗皮囊一一扯下，揭示出每人都跟死者有著莫大的關連！ 一場華麗的世紀夜宴如期舉行，一片歡樂下，這名探員的到訪，會徹底影響裘家的世紀盛宴嗎？

## 演員
| 演員                       | 角色       | 暱稱 / 身份                                          |
| 古天樂                     | 賈探员     | (憤怒)                                               |
| 曾志偉                     | 裘 明      | 破产生意人，裘李安心丈夫(貪婪/貪心)                  |
| 毛舜筠                     | 裘李安心   | 协助妇女会主席(傲慢/驕傲)                            |
| 張 翰 （粤语配音：古明華） | 祈世昌     | 裘蔓莉未婚夫(色慾/好色)                              |
| 林家棟                     | 裘添富     | 裘明、裘李安心之子(怠惰/懶惰)                        |
| 周秀娜                     | 张小娟     | 其他五角色為：美芬／白雪／愛麗絲／張美玲／王子欣     |
| 吳千語                     | 裘蔓莉     | 裘明、裘李安心之女(嫉妒/妒忌)                        |
| 柳 岩                      | 郭婉仪     | 裘添富女友(暴食/貪玩)                                |
| 黄百鸣                     |            | 工廠管工／「明」店經理／邵世金／酒保／女秘書／紋身男 |
| 湛淇清                     |            | 裘蔓莉好友                                           |
| 甄子丹                     | 歌 手      | 特别客串                                             |
| 陳慧琳                     | 珍探員     | 特别客串                                             |
| 黃素歡                     | 裘家傭人   |                                                      |
| 羅 蘭                      | Rose Mary  | 裘家管家                                             |
| 苑瓊丹                     | 梁 太      |                                                      |
| 江美儀                     | 赵 太      |                                                      |
| 關寶慧                     | 张 太      |                                                      |
| 莊思敏                     | 明店售貨員 |                                                      |
| 謝天華                     | 超级侍应   |                                                      |
| 盧覓雪                     | 夜總會經理 |                                                      |
| 林德信                     | 四眼田鸡   |                                                      |
| 莊思明                     | 酒保女朋友 |                                                      |
| 譚炳文                     |            | 嫖客                                                 |
| 駱應鈞                     |            | 嫖客                                                 |
| 張頌文                     |            | 嫖客                                                 |
| 李蕙敏                     | Snow       |                                                      |
| 陳靜                       | Sexy       |                                                      |
| 張達明                     | 花公子     | Sexy男友                                             |
| 鄧麗欣                     |            | 郭婉仪助手                                           |
| 劉心悠                     | 大食女工   |                                                      |
| 黃又南                     | 黄探员     |                                                      |
| 徐靖雯                     | 珍妮       |                                                      |

## 評價
本戏的核心內容是圍繞人性展開的，堪稱喜劇版的《七宗罪》，在保留以往賀歲“喜事”系列的喜劇元素外，融入更多復古誇張的喜劇元素，以及對人性陰暗面的探索，在浮華的外表下尋覓線索，探究真假；以鮮明生動的人物形象，搞笑誇張的故事內容，深刻的社會內涵，“賣笑”的同時又“悅心”。

## 獎項
| 年份 | 頒獎典禮             | 獎項          | 名字                   | 結果 |
| ---- | -------------------- | ------------- | ---------------------- | ---- |
| 2016 | 第11屆金話梅電影選舉 | 最爛電影\導演 | 浮華宴(黃百鳴、邱禮濤) | 提名 |

## 外部連結
| 台灣 星衛HD電影台 週六晚間10點全台首播 |
| -------------------------------------- |
| 浮華宴 2015.09.26                      |